# Меласа
Меласа (реч француског порекла) представља последњи сируп из којег више није могуће добити кристални шећер једноставним средствима. Добија се од шећерне трске и шећерне репе. 
То је густа течност, тамносиве боје, отужно слатког укуса. Највише се користи у индустрији врења, нарочито за производњу шпиритуса и квасца. Користи се и за сточну храну.